# فورد غرانادا
فورد غرانادا (بالإنجليزية: Ford Granada)‏ الأوروبية هي سيارة تنفيذية فاخرة، قامت بصنعها شركة فورد الأوروبية. أنتجت منها موديلات منذ 1972 وحتى 1994.

## لمحة عامة
كان أول جيل من سيارات فورد غرنادا بين عامي 1972 - 1976 ، وقامكت بصعها شركة فورد جيرماني في كولونيا ، كما صنعت في مصنعها البريطاني فورد داغنهام. وفي عام 1976 أصبح الإنتاج كله في ألمانيا، واستبدل الموديل الأول في عام 1977 بالموديل الثاني الذي انتهى انتاجه في عام 1985. وبين عامي 1985 إلى 1994 كان الاسم غرانادا يستخدم في المملكة المتحدة فقط، وكان يستخدم كجيل ثالث ويباع في كل أوروبا تحت اسم فورد سكوربيو.

## موديلات مارك 1

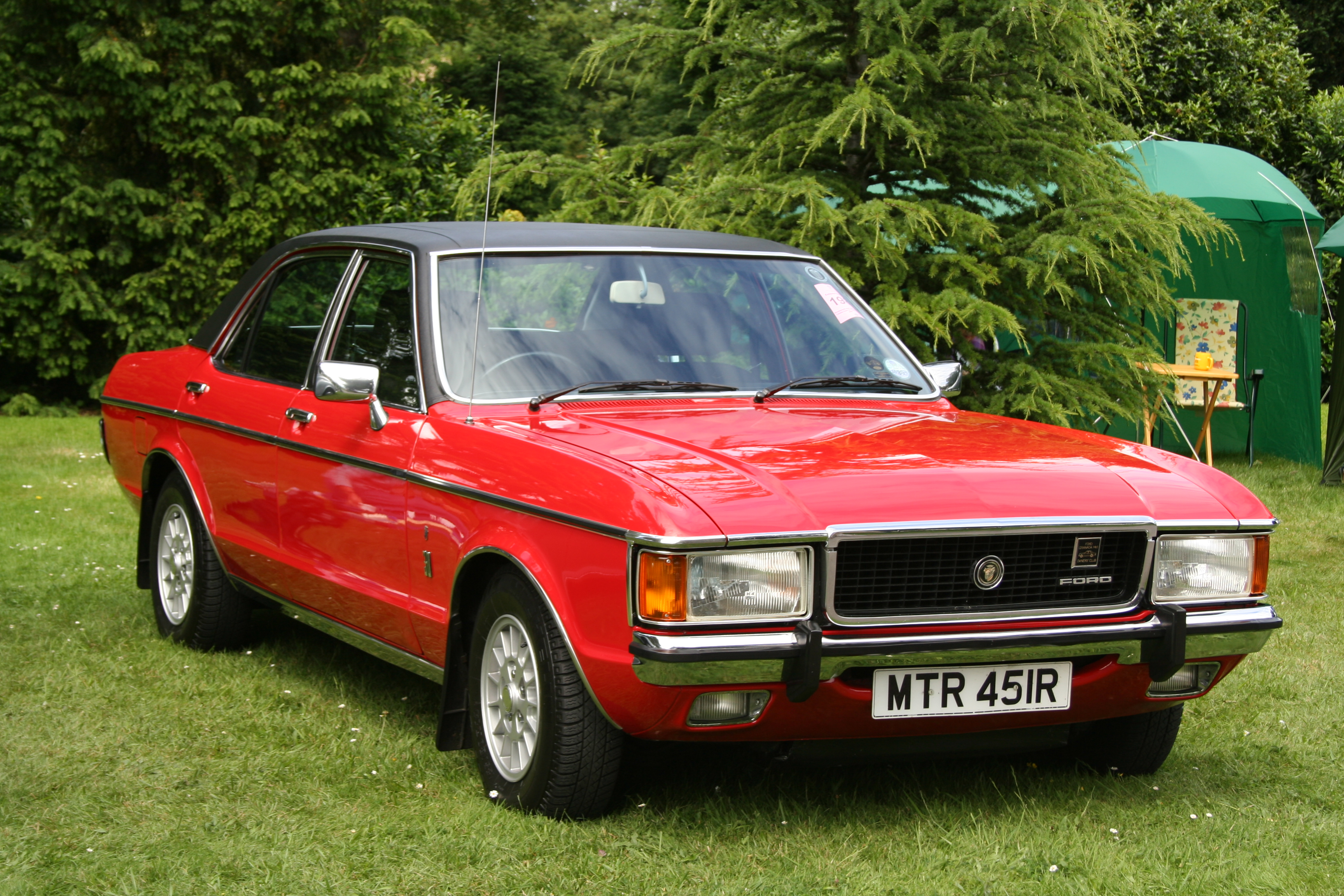
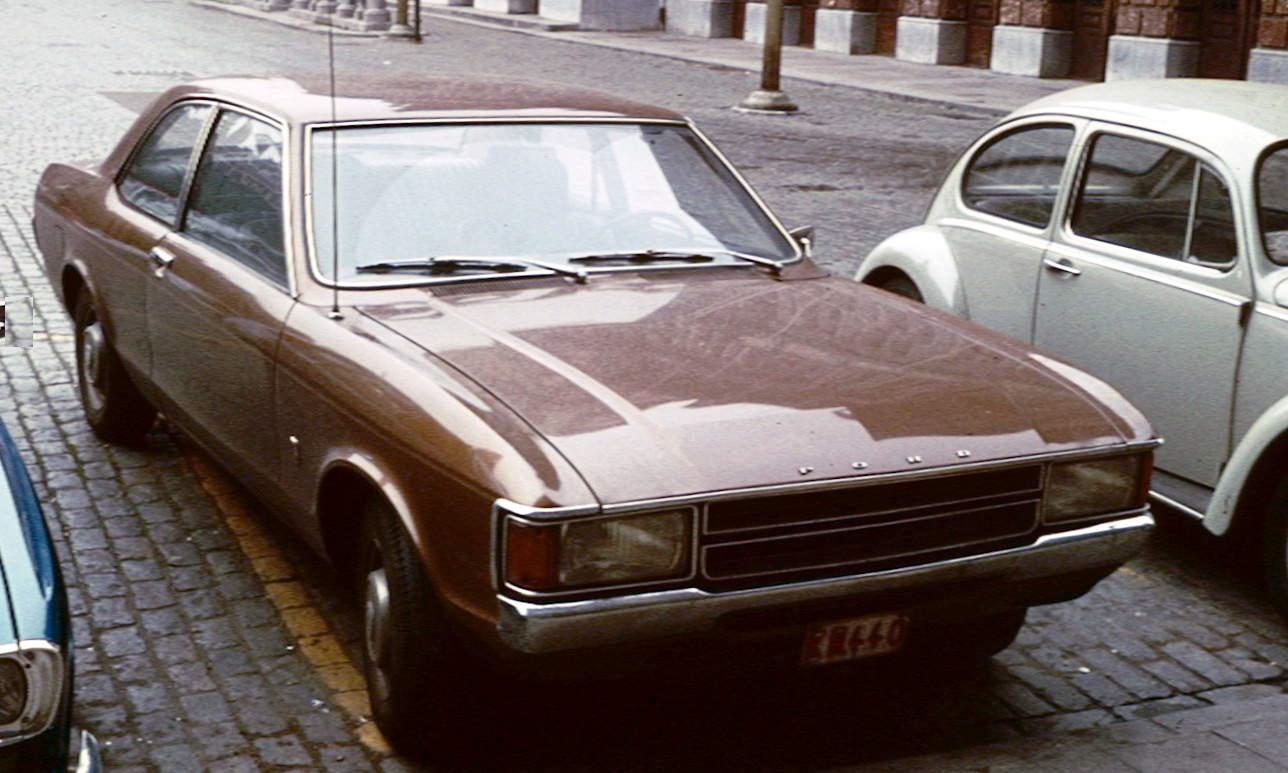
Ford Consul two-door Saloon
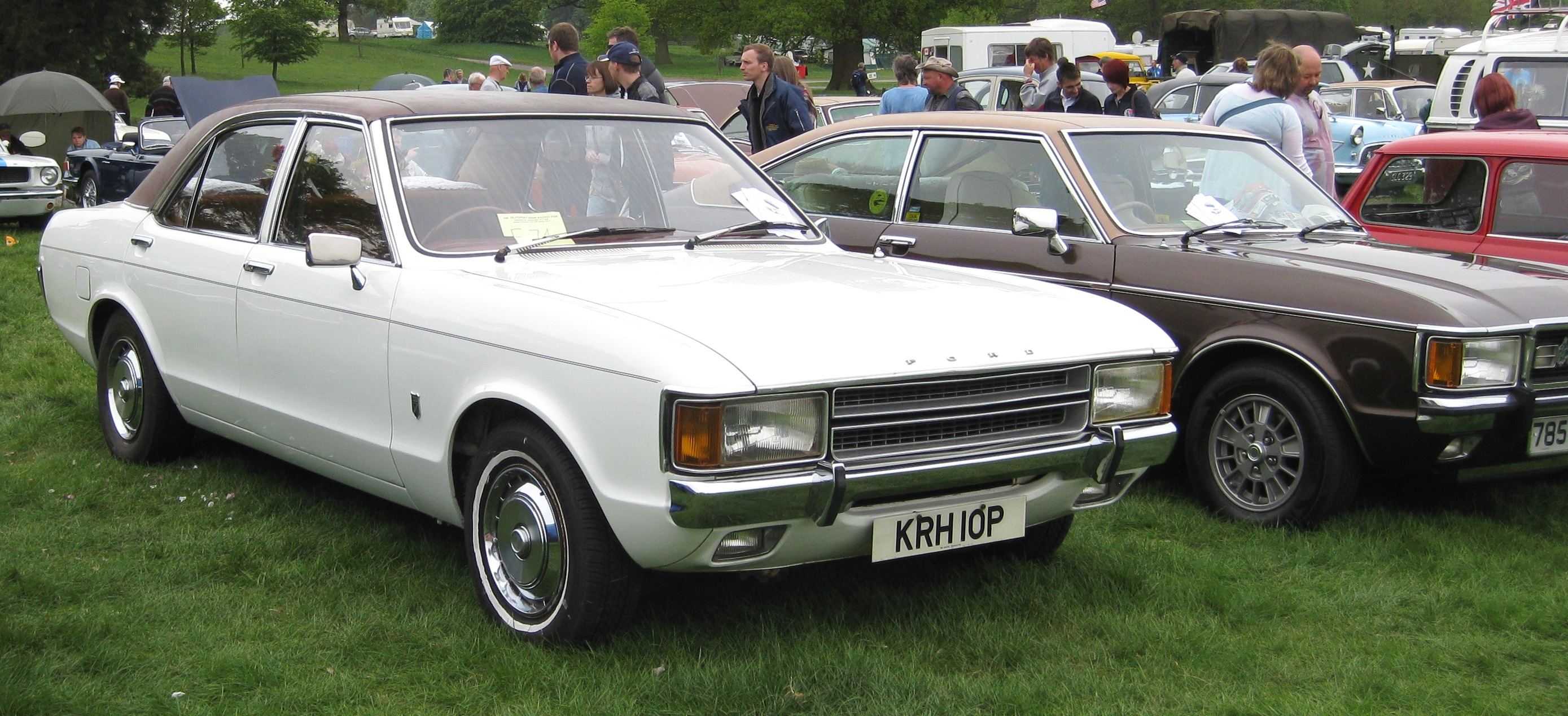
Ford Consul four-door Saloon
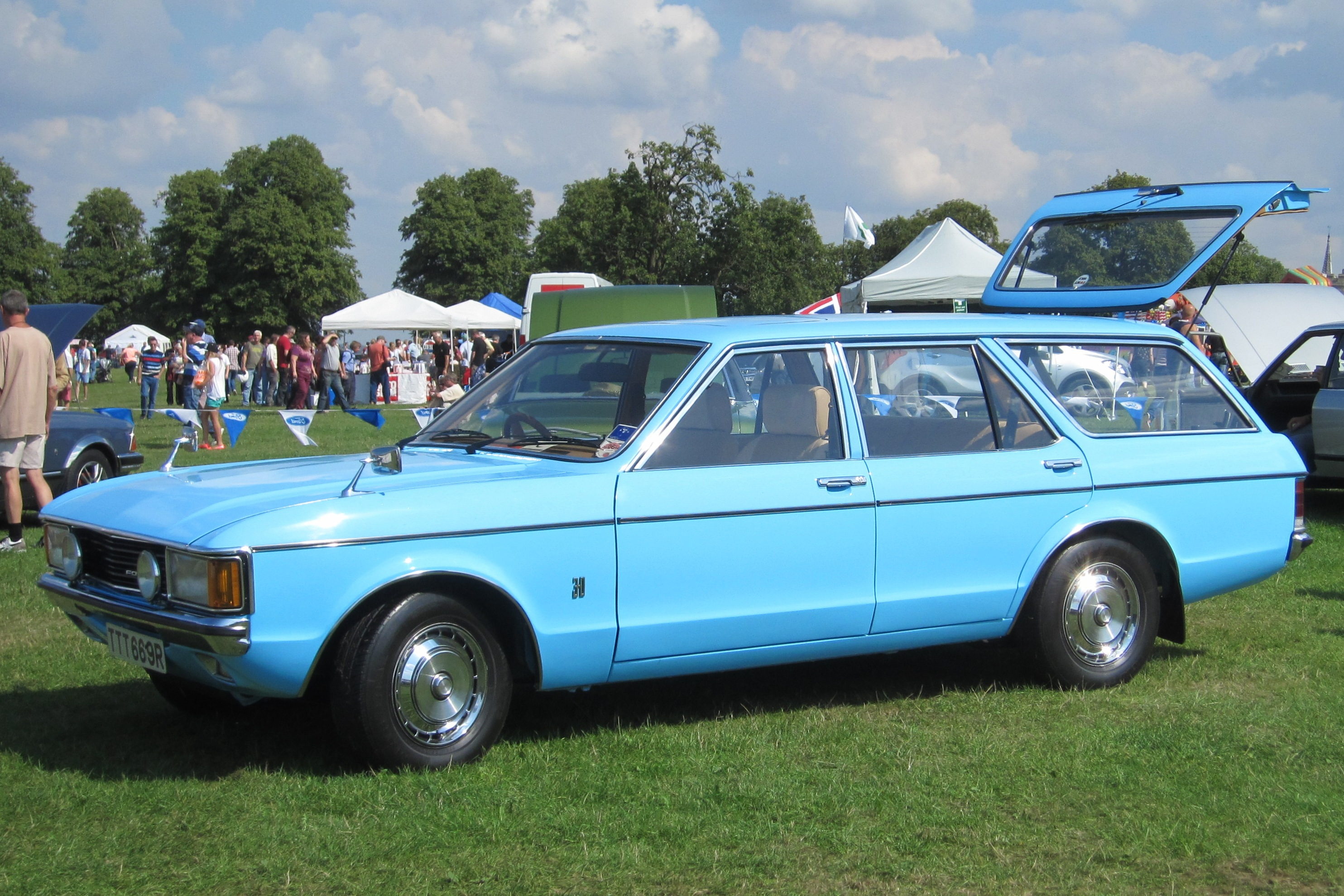
Ford Granada Mark I Estate
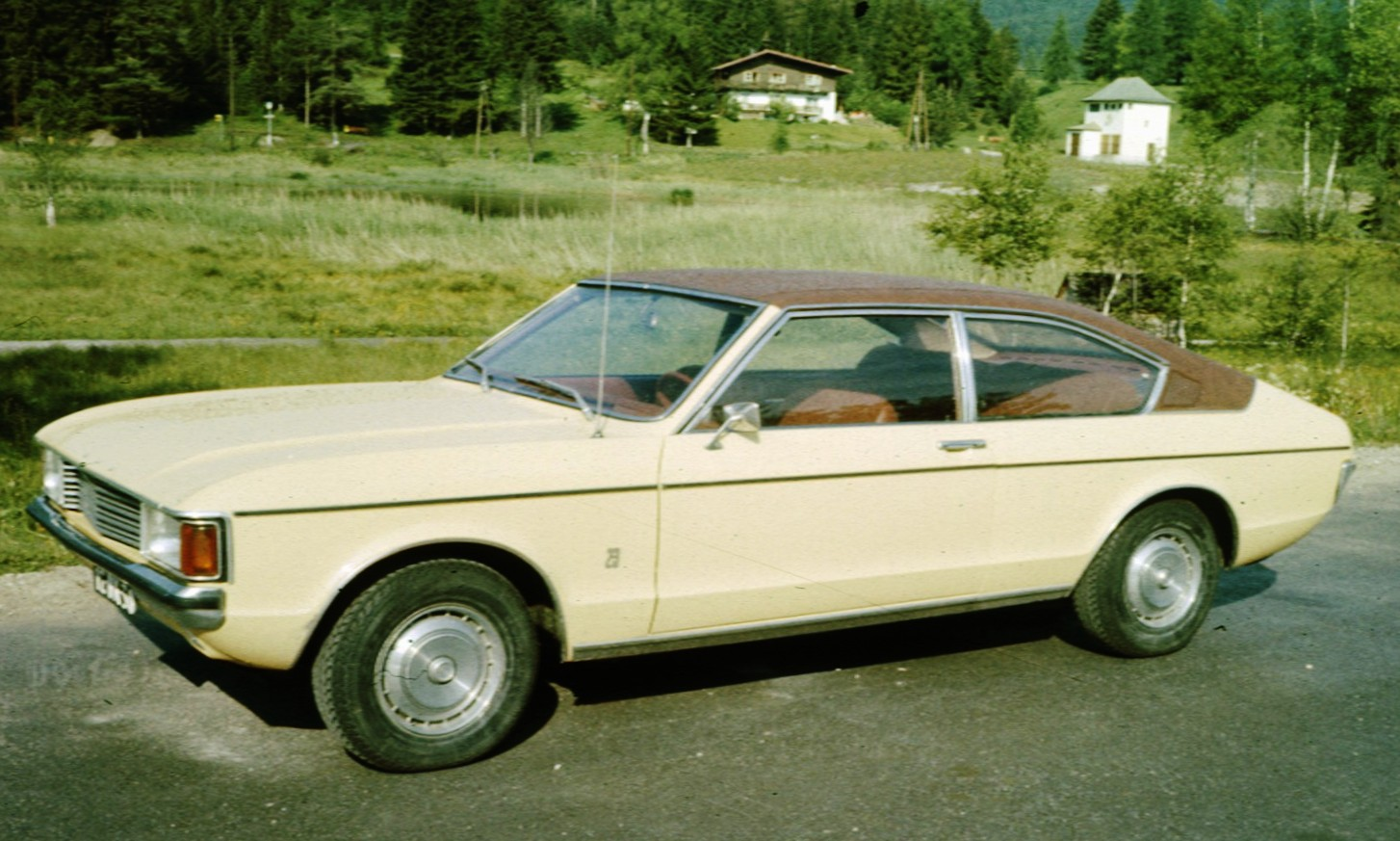
Ford Granada Mark I Coupé, later version

## موديلات مارك 2

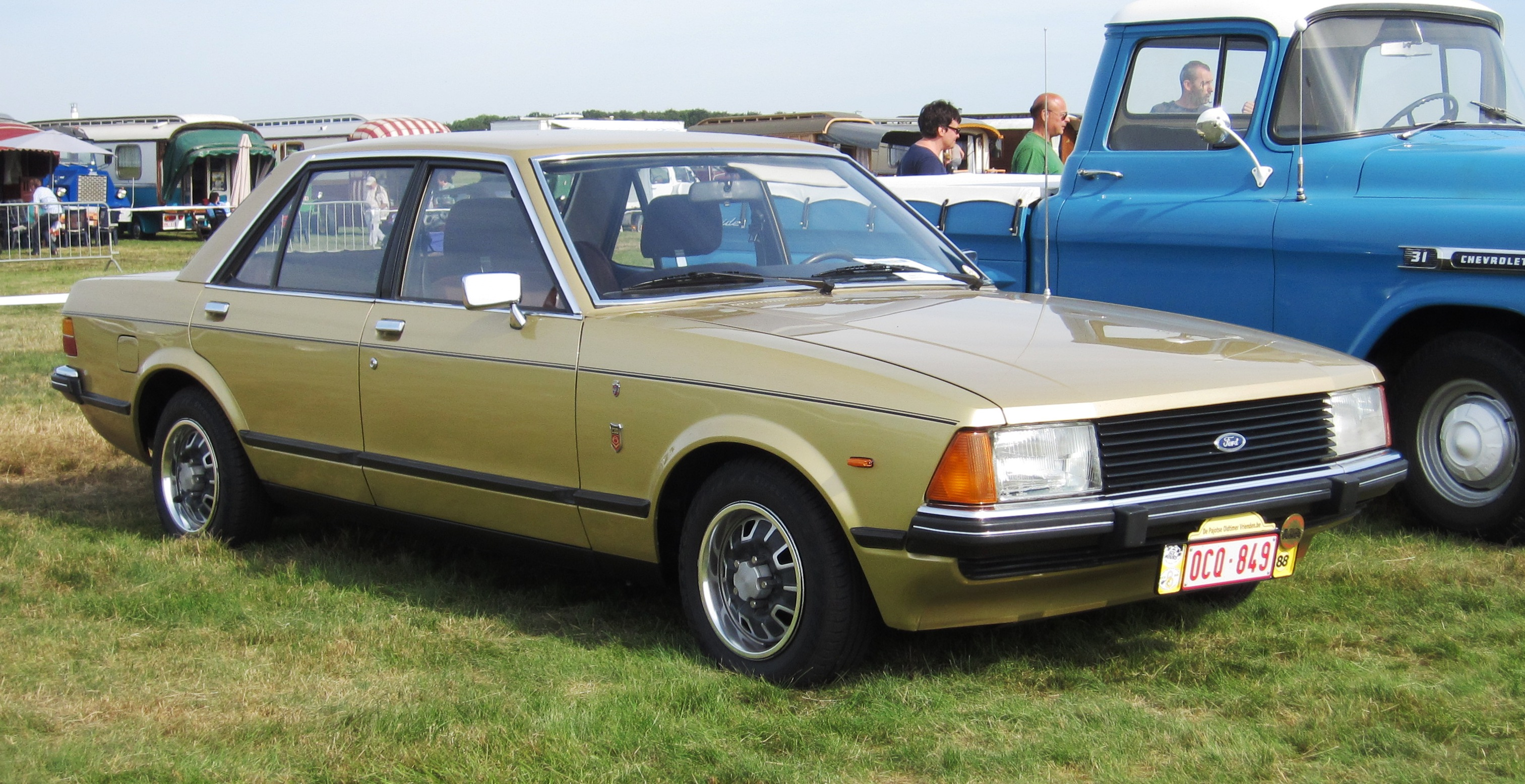
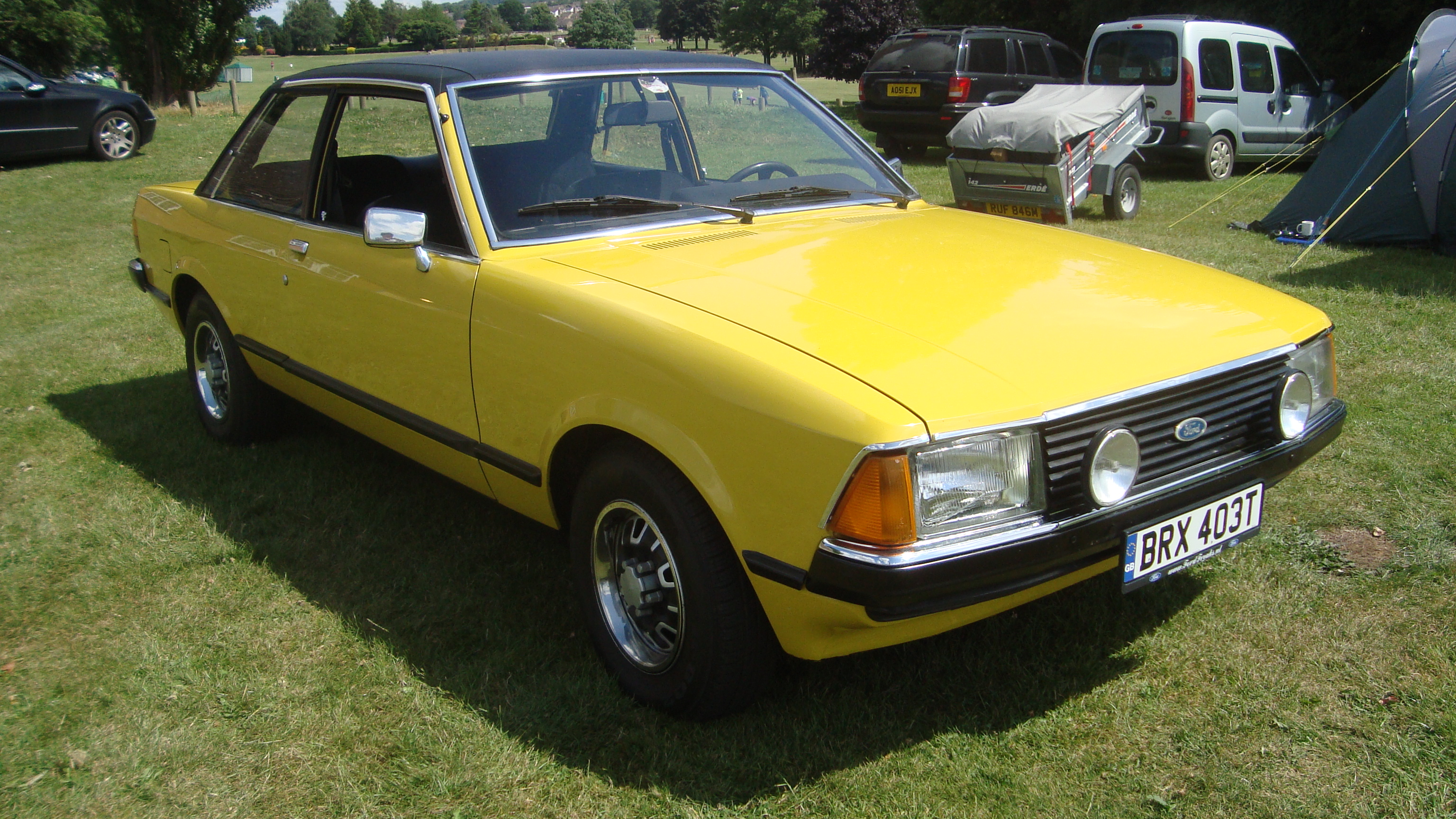
1979 Ford Granada L two-door saloon (Mk II)
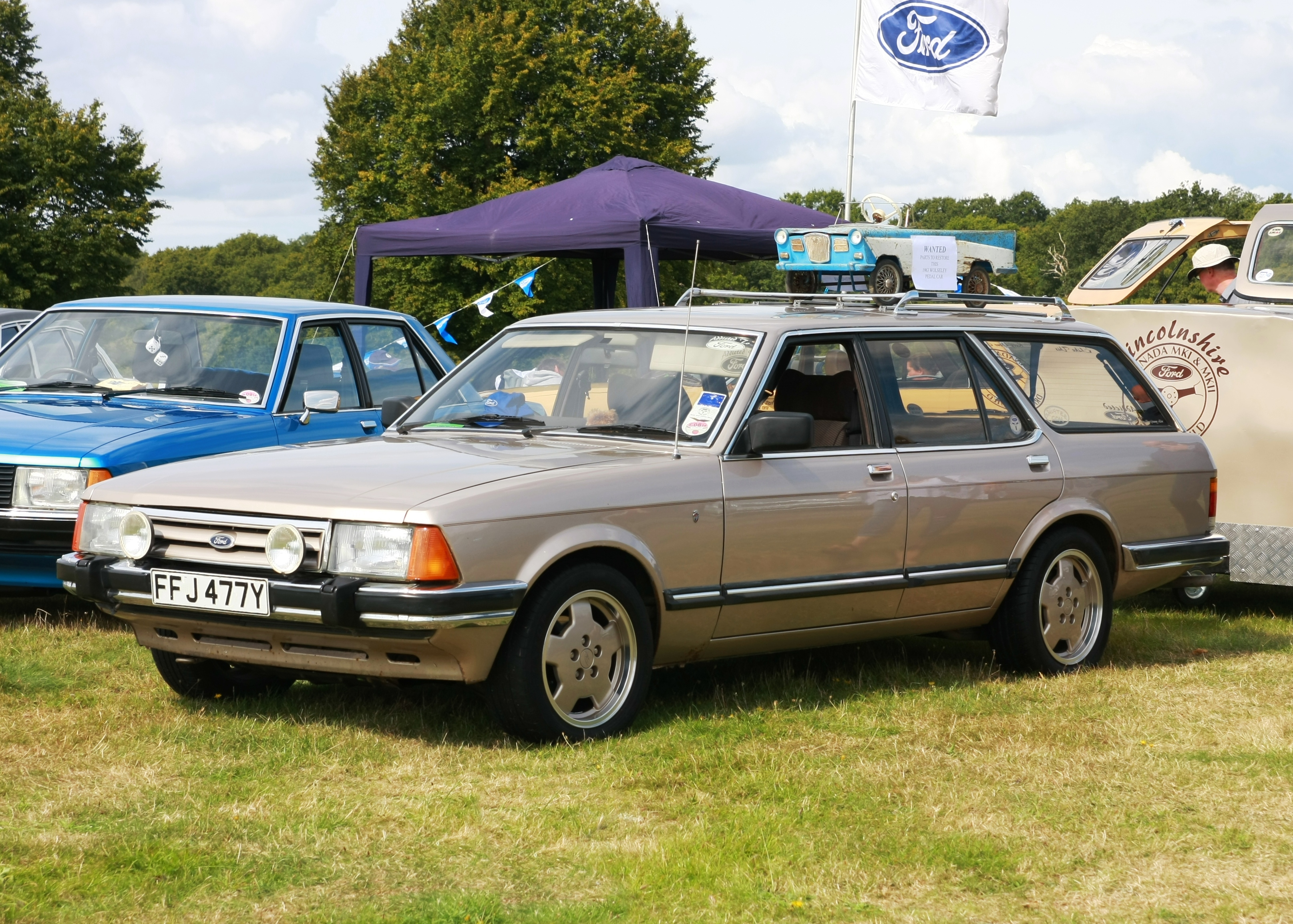
1981 Ford Granada Estate:

## موديلات مارك 3

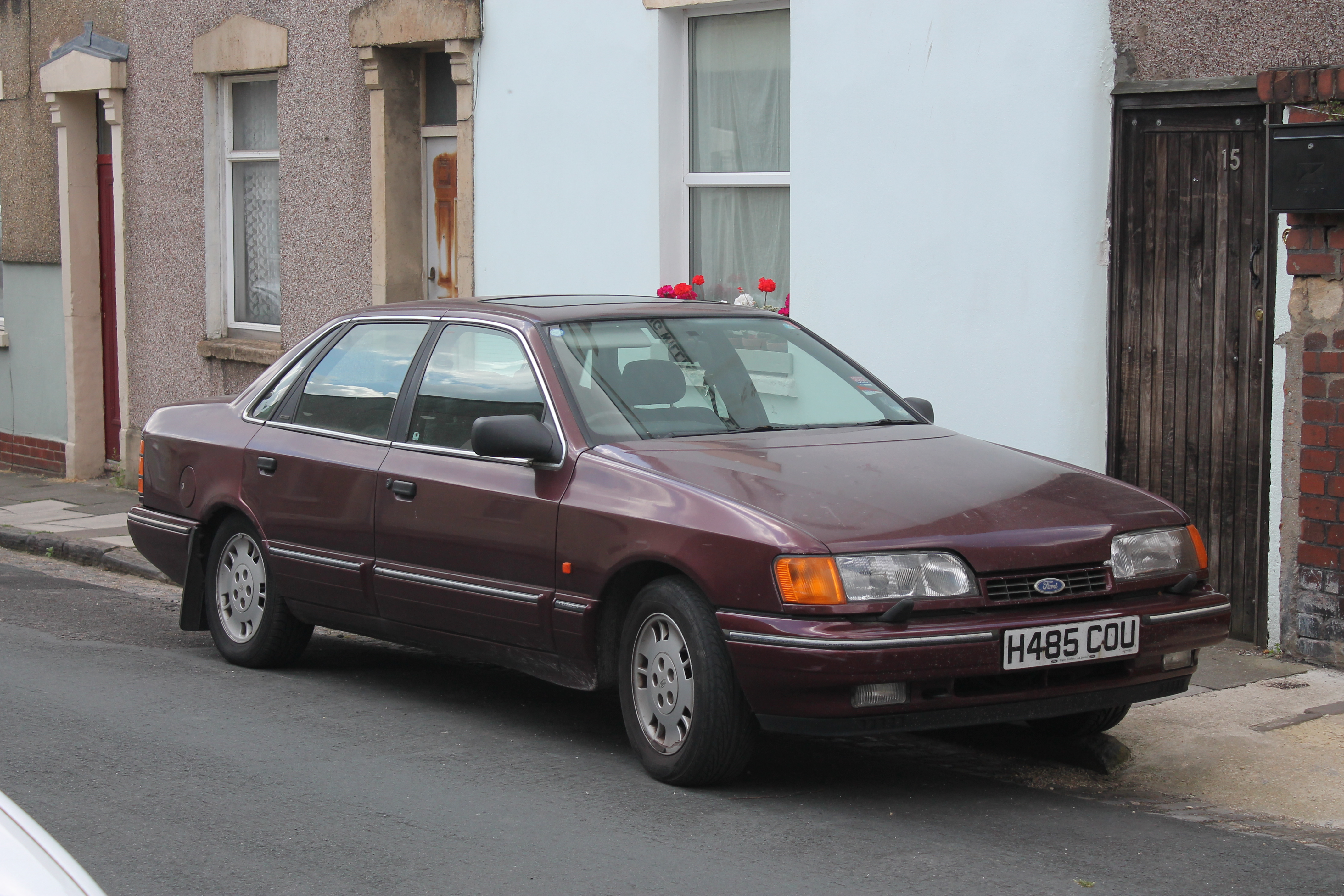
1991 Ford Granada Scorpio 2.0 Saloon (Mark III)
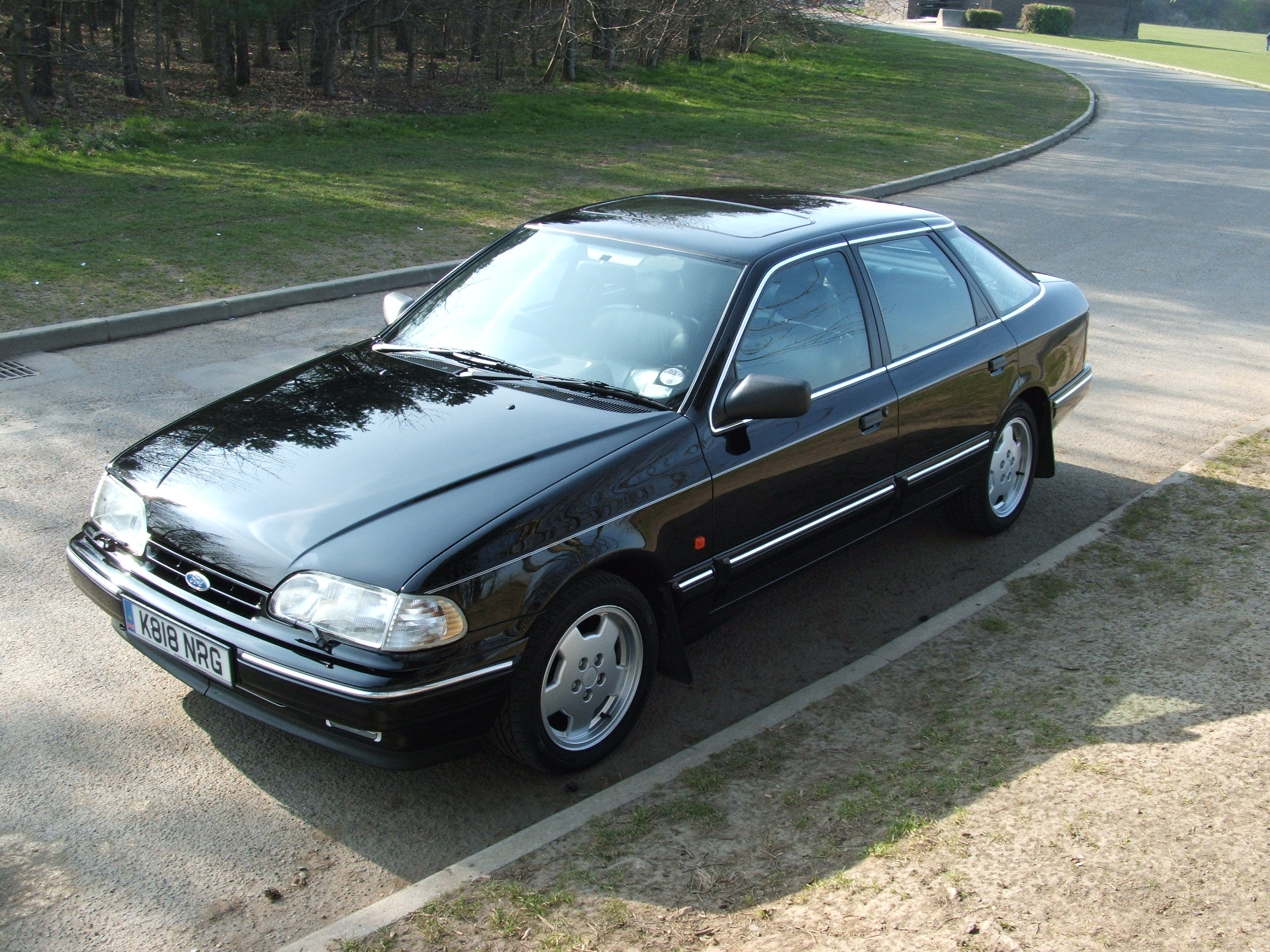
Ford Granada Mark III 24v Cosworth
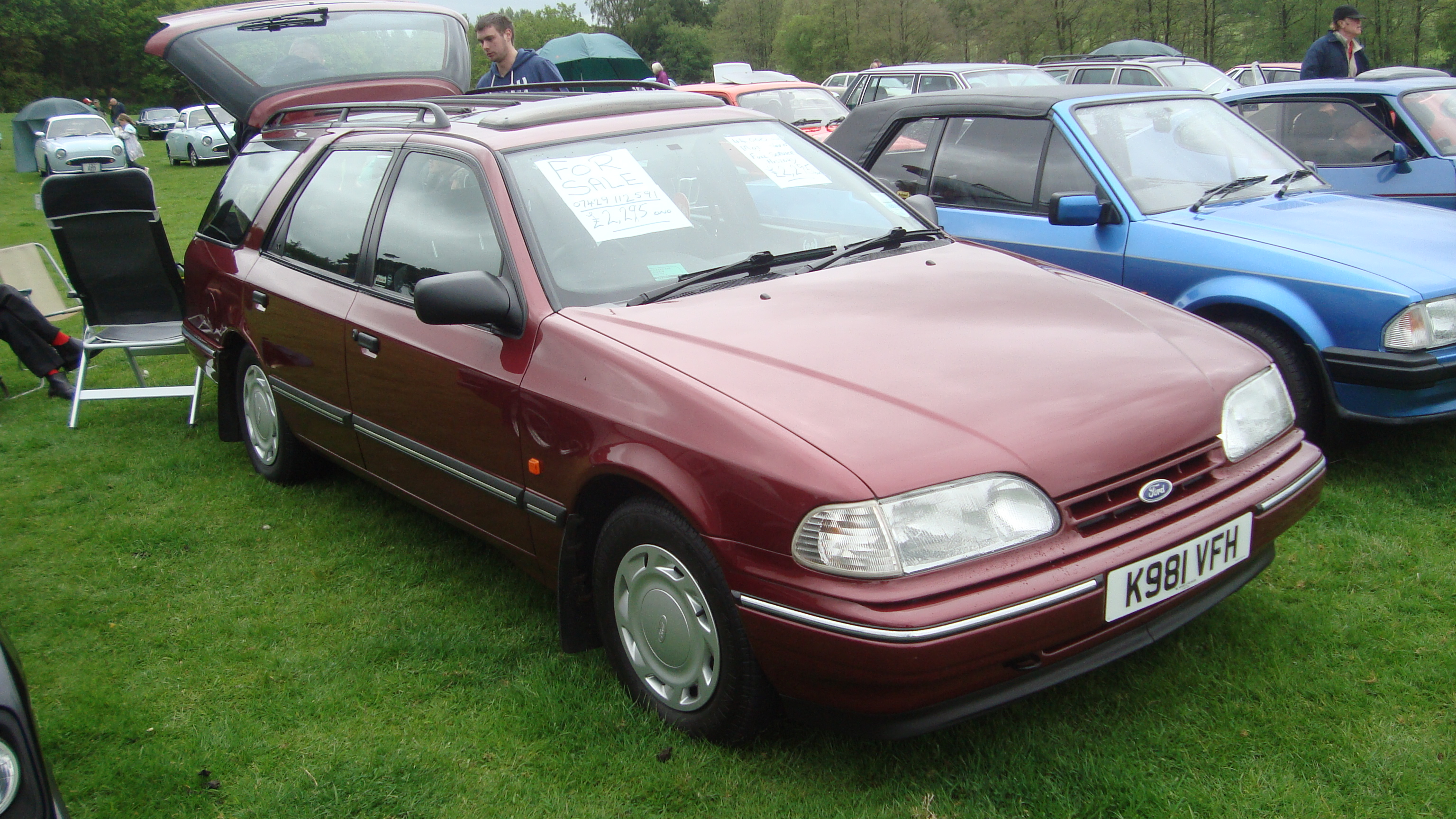
1993 Ford Granada 2.0 LXi Estate (Mark III)

## اقرأ أيضا
- فورد سكوربيو